# Королёв, Константин Петрович
Константин Петрович Королёв (1901—1985) — советский учёный в области динамики и прочности локомотивов, основоположник теории вписывания подвижного состава в кривые, доктор технических наук, профессор, заслуженный деятель науки и техники РСФСР.
После окончания технического училища работал помощником машиниста в депо Люблино.
В 1930 г. окончил МИИТ, работал там же ассистентом на кафедре сопротивления материалов, и одновременно учился в аспирантуре. В 1931 году в командировке в США.
С 1932 года научный сотрудник ВНИИЖТ. Профессор (1952).
В 1935 году предложил методы определения динамических боковых сил и направляющих усилий с учётом упругости пути, дающие возможность получить расчётным путём значения, очень близкие к действительным. Эти методы стали применяться при проектировании и строительстве экипажной части локомотивов.
Защитил диссертации:
- кандидатская (1939) — «Геометрическое вписывание паровозов в кривые»;
- докторская (1950) — «Вписывание паровозов в кривые».

Создатель научных основ системы экспериментальных исследований динамики локомотивов.
Сочинения:
- Вписывание паровозов в кривые участки пути. Москва изд-во и 1-я тип. Трансжелдориздата 1950. 224 с. черт. 23 см
- Геометрическое вписывание локомотивов в кривые: Сб. науч. тр./ Всесоюзный НИИ ж.-д. трансп. Вып.92.- М.: Транс-желдориздат, 1940. 150 с.
- Динамика и прочность локомотивов. Сб. науч. тр./ Всесоюзный НИИ ж.-д.трансп.Вып.574.- М.: Транспорт, 1977.- 120 с.
- Исследования в области динамики и прочности локомотивов: Сб. статей / Всесоюзный НИИ ж.-д. трансп. Вып.393.-М.:Транспорт, 1969. 288 с.
- Тележечные экипажи локомотивов для повышенных скоростей движения: Сб. науч. тр./ Всесоюзный НИИ ж.-д. трансп. Вып.248.- М.: Трансжелдориздат, 1962. 304 с.
- Сварные конструкции локомотивных тележек.- М.: Транспорт, 1971.- 72 с.
- Технические требования на экипажи локомотивов для повышенных скоростей движения: Сб. науч. тр./ ЦНИИ МПС. Вып. 248.- М.: Трансжелдориздат, 1962. 246 с.

Заслуженный деятель науки и техники РСФСР.
Награждён орденами Ленина и Трудового Красного Знамени, медалями, знаком «Почетному железнодорожнику».